# Аграрное перенаселение
Аграрное перенаселение — вид демографического кризиса, характеризующийся безземельем и малоземельем крестьян (то есть избытком населения по отношению к ресурсу обрабатываемых земель), вследствие чего те не могут прокормить себя; наличием значительной прямой или скрытой безработицы среди населения, занятого в сфере сельскохозяйственного производства. Возникало в доиндустриальную эпоху, когда основой экономики было технически примитивное сельское хозяйство.
Неизбежность наступления аграрного перенаселения и последующих социальных потрясений представляет собой один из выводов теории мальтузианства. Это явление названо мальтузианской ловушкой, потому, что оно было впервые замечено и описано Т. Мальтусом в 1798 году.
Современными социологами это явление рассматривается как предпосылка к возможным глобальным социальным потрясениям. Характерным для мальтузианской ловушки последствием являются, в частности, уход крестьян в города в попытке найти там заработок и миграции населения, часть которого навсегда покидает историческую родину; на следующих этапах возможны обострения национальных или классовых (социальных) противоречий, внешние завоевательные войны или народные восстания с требованиями социальной справедливости.
С XIX в. рост производительности сельского хозяйства, демографический переход и общий модернизационно-технологический прорыв позволили большинству стран избежать мальтузианского кризиса. В недостаточно развитых аграрных странах нехватка и истощение сельхозземель, вместе с демографическим взрывом, и сейчас могут быть причиной бедности, войн и конфликтов.
Характерным примером служит последний (Цинский) цикл доиндустриальной истории Китая. С 1700 по 1850 гг. маньчжурскому Китаю удалось добиться экономических успехов в результате распространения новых культур (кукурузы и батата), выведения новых более продуктивных сортов уже известных культур, введения в сельскохозяйственный оборот ранее не использовавшихся земель через самые изощренные мелиорационные системы и т. д.); в результате за этот период ВВП Китая вырос почти в три раза, но население страны — более чем вчетверо. Обезземеливание китайских крестьян привело к серии народных бунтов, самым страшным из которых стало тайпинское восстание, повлекшее гигантские прямые и косвенные жертвы.
Например, по некоторым гипотезам, аграрное перенаселение было одной из причин геноцида в Руанде или свержения режима Менгисту Хайле Мариама в Эфиопии. (С 1981 г. по 1991 г. ВВП Эфиопии вырос на 12,5 %, однако население Эфиопии за тот же период выросло почти на 40 %. В результате за этот период на душу населения годовой ВВП упал с и так уже крайне неблагополучного уровня в 608 долларов до 500 долларов, а потребление продовольствия аналогично сократилось).
Примером последствий аграрного перенаселения на постсоветском пространстве являются беспорядки в Оше (1990 год), с сотнями погибших и десятками тысяч беженцев.